# Râul Milotina
Râul Milotina este un curs de apă, afluent al râului Vânăta.